# Конюхи (Люблінське воєводство)
Конюхи (пол. Koniuchy) — село в Польщі, у гміні Мячин Замойського повіту Люблінського воєводства. Населення — 231 особа (2011).

## Історія
1749 року вперше згадується церква східного обряду в селі.
За даними етнографічної експедиції 1869—1870 років під керівництвом Павла Чубинського, у селі проживали греко-католики, які розмовляли українською мовою.
1944 року польські шовіністи вбили в селі 4 українців.
16-20 червня 1947 року під час операції «Вісла» польська армія виселила зі села на приєднані до Польщі північно-західні терени 8 українців. У селі залишилося 352 поляки.
У 1975—1998 роках село належало до Замойського воєводства.

## Населення
Демографічна структура станом на 31 березня 2011 року:
|          | Загалом | Допрацездатний вік | Працездатний вік | Постпрацездатний вік |
| -------- | ------- | ------------------ | ---------------- | -------------------- |
| Чоловіки | 114     | 25                 | 73               | 16                   |
| Жінки    | 117     | 26                 | 60               | 31                   |
| Разом    | 231     | 51                 | 133              | 47                   |

## Особистості

### Народилися
- Олекса Гаврисак (1923—1946) — український кооперативний і військовий діяч, член ОУН і боєць УПА.
- Богдан Депо (1944—1992) — український диригент і педагог, професор.